# ヒロ川島
ヒロ 川島（ひろ かわしま）は、日本のトランペット奏者、ボーカリスト、映像/音楽プロデューサー。東京生まれ。立教大学経済学部経済学科卒業。ユニット「ラブ・ノーツ」のリーダー。

## 来歴
13歳からトランペットを始め、高校時代にジャズを知る。大学時代に単身渡欧。帰国卒業後、外資系広告会社に勤める傍らセミプロとしてライブ活動を続ける。
1986年にアメリカのジャズ・トランペッター、チェット・ベイカーと出逢い、音楽・ジャズを通して交流を持つ。その関係値はチェット・ベイカー伝記：Deep In A Dream/終りなき闇（James Gavin 著）にも掲載されている。
1988年、チェット・ベイカーがアムステルダムにおいて謎の死を遂げる直前に、友情の証としてチェット自身から長年使用していた愛用のトランペットを譲り受けた。
1989年には、チェット・ベイカーの音楽精神を継承するというコンセプトでユニット「ラブ・ノーツ」を結成。以来自身のソロ活動のジャズ・バンドと平行してプロ活動を開始し、現在に至る。
ラブ・ノーツのCD/DVD制作、民放BSテレビで放映されたシリーズ番組「Jazz-Love Notes」の総合プロデュースを手掛け、2009年の元旦に同シリーズの特別番組「ラブ・ノーツ in ハワイ」（原題・Island Magic）がBS日テレで全国放映された。
陣ヶ尾達也監督制作の長編映画「Little Tear/蟻の涙」では音楽監督を務め、ラブ・ノーツのオリジナル曲「ときをこえて」が主題歌となる。
2013年1月には、ロサンゼルスにてチェット・ベイカーが最も信頼をおいたピアニスト、ハロルド・ダンコと、絶頂期のウェザー・リポートでの活動でも知られるジャズ・ドラムの最高峰ピーター・アースキンと共にラブノーツ・スペシャルユニットを結成、記念碑的アルバム「LOVE & LIGHT」を全世界に向けてリリース。スタンダードジャズ曲をメインに、自身のオリジナル曲「パヴァーヌ」及び井上真紀のオリジナル曲「Sakura2012」他全15曲を収録。5月には録音メンバーが来日し、JAPANツアーを開催。東京-大阪-高松、すべての会場が完売となった。
WEBマガジン「JAZZ PAGE」の2013年度人気投票において、「ブラス」「ベストボーカルアルバム」「コンボ/グループ」の各部門で1位を獲得した。
第87回アカデミー賞で5部門にノミネートされ、2015年公開、3部門で受賞した映画「セッション/原題：Whiplash」の翻訳監修を務める。

### ＜Cocolo Ukes＞
2003年にはハワイの高級ウクレレメーカー[Hana]にその幅広い音楽性とプロデュース手腕を認められ同社の音楽監督と国際マーケティングを担当。
2008年には同社の工房で、独自のコンセプトにより開発した、ボディに廃材を再利用し更に音質や音程など楽器としての性能も高めた[Cocolo ukes=ココロ・ユークス]を「ウクレレの進化形＝国境・人種・イデオロギーを越えた平和の楽器」として発表。その美しい音色に魅せられた英国のファッション・デザイナー、ポール・スミスとコラボレーション[Paul Smith x Cocolo ukes]を展開、販売開始。東京・神宮前のPaul Smith Spaceではエキジビジョン&Cocolo-Liveを行う。

## テレビ出演
過去の出演番組
- 趣味悠々「アロハフラ!フラダンス入門」　NHK教育、1998年
- 「Jazz Love Notes」テレビ東京、1999,2000年
- 「Jazz Love Notes Premium」BS日テレ、2003年
- 「Jazz Love NotesⅡ Pacific」BS日テレ、2005,2006,2007年
- 「ラブ･ノーツ in ハワイ」　BS日テレ、2009年1月1日

＜ゲスト出演＞
- 金曜オンステージ「いっきにパラダイス」　NHK
- はなまるマーケット　TBS
- 藤山直美とゆかいな仲間たち　NHK

他多数

## 過去のラジオ出演
- We Love Shonan　FM横浜他

## CM
- アサヒ黒生(2000～2001年)

## 作品
- ラブ・ノーツを参照。

ソロ作品
- Wave（2004年ハーブ・オオタとのジョイントアルバム）